# 白家庄摩崖造像
白家庄摩崖造像，位于中国河北省邯郸市马家庄乡白家庄村，为邯郸市武安市的一个省级文物保护单位，类型为摩崖造像，公布时间为2001年2月7日。
白家庄摩崖造像的历史年代为北宋。